# Sylvia layardi
La curruca de Layard (Sylvia layardi) es una especie de ave paseriforme de la familia Sylviidae que vive en el sur de África.

## Descripción
Es un pájaro pequeño y de cola larga, que mide unos 13 cm de longitud total. Su pico es relativamente corto y de color gris oscuro, al igual que sus patas. Los machos tienen el plumaje de sus partes superiores gris oscuro, mientras que las hembras tienen las partes superiores de tonos pardo grisáceos. Su garganta es blanca veteada en gris, sus partes inferiores son blanquecinas y sus flancos de color gris claro.

## Distribución y hábitat
Se encuentra en Lesoto, Namibia y Sudáfrica. Su hábitat natural son las zonas de matorral seco.